# Jacob van de Kerkhof
Jacob van de Kerkhof, född 12 oktober 1995 i Millingen aan de Rijn, är en nederländsk roddare.

## Karriär
Under 2022 var van de Kerkhof en del av Nederländernas lag som tog silver i åtta med styrman vid både EM i München och VM i Račice. Under 2023 var han en del av Nederländernas lag i åtta med styrman som tog brons vid EM i Bled och silver vid VM i Belgrad.
Vid olympiska sommarspelen 2024 i Paris var van de Kerkhof en del av Nederländernas lag som tog silver i åtta med styrman.